# Favia veroni
Espèce
Statut CITES
Favia veroni est une espèce de coraux appartenant à la famille des Faviidae. Selon WoRMS, cette espèce n'est pas valide et correspond à Dipsastraea veroni Moll & Best, 1984.